# Tajči
Tajči Cameron (/tǎjtʃi/, née Tatjana Matejaš, prononcé /tǎtjana mǎtejaʃ/, le 1er juillet 1970 à Zagreb) est une chanteuse croate, présentatrice de télévision, auteure et blogueuse. En 1990, elle représente la Yougoslavie à l'Eurovision avec la chanson Hajde da ludujemo et termine à la 7e place. 

## Carrière
Tatjana Matejaš naît à Zagreb dans une famille imprégnée par la musique. Elle fait des études aux conservatoire musical de Zagreb et participe à de nombreux spectacles.
À la fin des années 1980, Tajči rencontre le succès en Yougoslavie et devient une chanteuse connue. Elle remporte le concours national yougoslave pour l'Eurovision 1990. Mais sa carrière en Yougoslavie prend fin avec la dislocation du pays à partir de 1991, et la guerre qui suivit, alors qu'elle est encore très connue,.
Elle quitte donc la Croatie en 1992 et traverse l'Atlantique. L'année suivante, elle sort diplômée de l'American Musical and Dramatic Academy de New York. Elle participe par la suite à de nombreuses petites comédies musicales. En 1994, elle enregistre un album, Age of Love, produit par Camille Barbone.
En 1994, elle retourne en Croatie et obtient le premier rôle de la comédie musicale Kiss Me, Kate au Théâtre national croate de Rijeka. En 1997, elle déménage à Los Angeles et s'engage dans une carrière de présentatrice de télévision et actrice. Elle continue sa carrière théâtrale avec des rôles dans Brigadoon au Théâtre Starlight de San Diego, ou The Phantom of the Opera à San Gabriel. En 1997, elle produit une série de concerts de charité à Alhambra en Californie, et y rencontre Matthew Cameron, avec qui elle se marie en 1999,. Elle finit par travailler comme chanteuse dans des églises catholiques et auditionner pour des rôles dans des comédies musicales et films. 
Fin 2004, elle et sa famille déménagent à Cincinnati. Tajči entame une série de concerts. En 2010, elle écrit une comédie musicale, My Perfectly Beautiful Life, produit par Cincinnati Playwright Initiative au Théâtre Jarson-Kaplan. En 2011, Yamaha produit un remake de son hit des années 1990, Dvije zvjezdice. En 2013, elle sort un album, Awaken, produit en partie par Bryan Lennox, ancien lauréat d'un Grammy Award.
En 2014, elle et sa famille déménagent à Franklin. La même année, elle présente l'émission télévisée Waking Up in America. En 2017, son mari, avec qui elle a eu 3 enfants, meurt d'un cancer des poumons. 
Tajči est une fervente catholique.

## Discographie
- Hajde da ludujemo (1990)
- Bube u glavi (1991)
- VHS Bube u glavi (1991)
- All American (1991)
- The best of Tajči (1992)
- Struggles & Graces (1997)
- Taichi Eqinocij (1997)
- Now and Forever (2000)
- Emmanuel – The Story of Christmas (2002)
- Let It Be – Mary's Story (2003)
- I Thirst (2004)
- Zlatna kolekcija (2004)
- A Chance to Dream (2006)
- Need A Break (2008)
- The love collection (2011)
- God bless America (2010)
- Dell'aurora tu sorgi piu bella (2011)
- Awaken (2014)